# Lijst van gemeentelijke monumenten op Urk
De gemeente Urk kent 4 gemeentelijke monumenten. Hieronder een overzicht. 
| Object    | Bouwjaar | Architect | Locatie         | Coördinaten                   | Nr.         | Afbeelding        |
| --------- | -------- | --------- | --------------- | ----------------------------- | ----------- | ----------------- |
| Pand      | 1826     |           | Wijk 1 61       | 52° 39' 39" NB, 5° 35' 47" OL | 0184/200601 | Pand              |
| Pand      | 1826     |           | Wijk 1 61a      | 52° 39' 39" NB, 5° 35' 47" OL | 0184/200602 | Pand              |
| Loods     | 1970     |           | E. Bakkerkade 1 | 52° 39' 36" NB, 5° 36' 10" OL | 0184/200801 | Upload foto       |
| Werf Metz | 1986     |           | Wijk 2 25-25a   | 52° 39' 41" NB, 5° 35' 55" OL | 0184/201201 | Meer afbeeldingen |

Almere ·
Dronten ·
Lelystad ·
Noordoostpolder ·
Urk